# 70745 Aleserpieri
70745 Aleserpieri è un asteroide della fascia principale. Scoperto nel 1999, presenta un'orbita caratterizzata da un semiasse maggiore pari a 2,5757032 UA e da un'eccentricità di 0,0600553, inclinata di 10,44535° rispetto all'eclittica.
L'asteroide è dedicato allo scienziato italiano Alessandro Serpieri